# Kwelderviltvlieg
De kwelderviltvlieg (Thereva cinifera) is een vliegensoort uit de familie van de viltvliegen (Therevidae). De wetenschappelijke naam van de soort is voor het eerst geldig gepubliceerd in 1830 door Meigen.